# Claudianny Drika

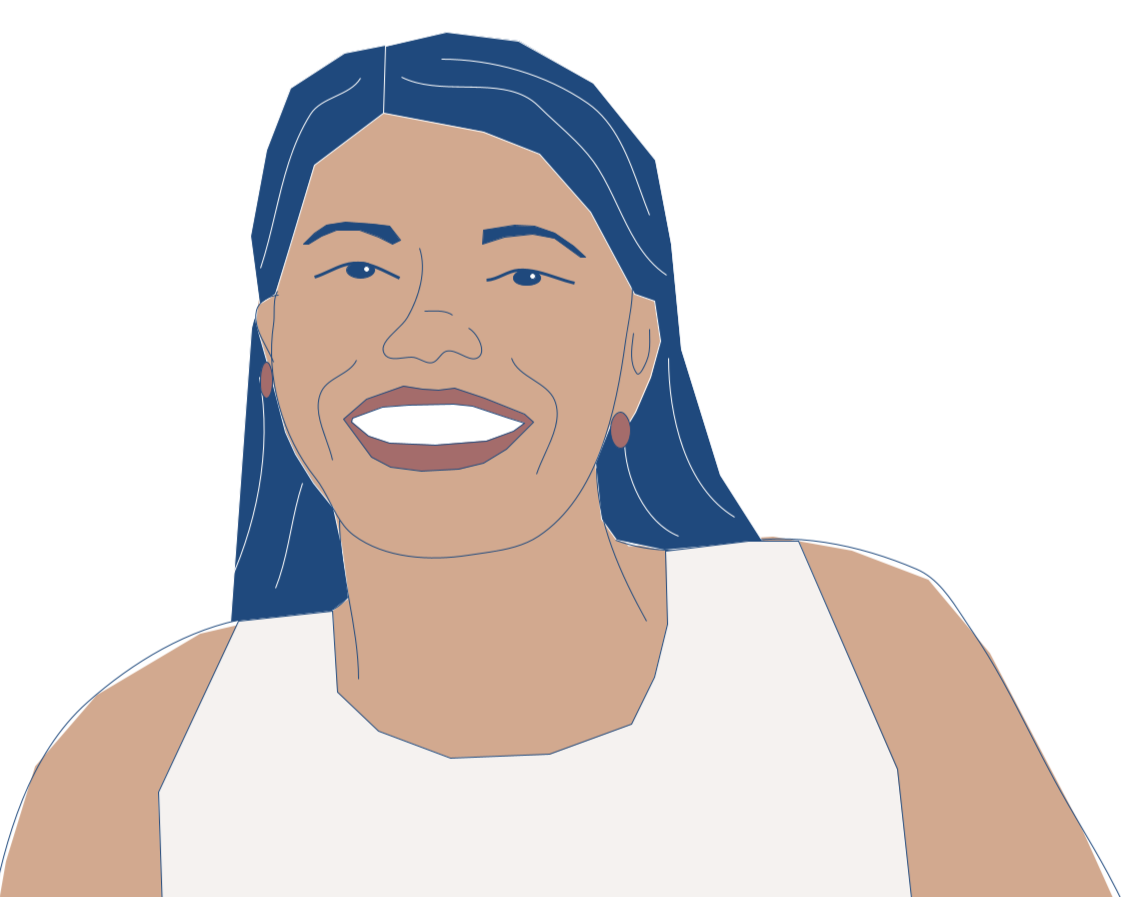

Claudianny Drika, treinadora de futebol feminino do Rio de Janeiro.
Drika se dedica a ensinar futebol a crianças da favela da Rocinha, localizada no Rio de Janeiro, e por meio do esporte ela incentiva os mais jovens a alcançar seu potencial.
No ano de 2017, Claudianny foi incluída na lista da BBC como uma das 100 mulheres inspiradoras e influentes em diversas áreas.